# Терен за рагби 13
Терен за рагби 13 је сличних димензија као за терен за рагби 15 и терен за ногомет. Терен за рагби 13 оивичен је аут-линијом (по дужини) и есеј линијом (по ширини). На есеј-линији налазе се стативе у облику ћириличног слова Н, а иза њих је простор гола (in-goal area), чија је друга граница линија мртве лопте (паралелно са есеј-линијом).
На сваких 10 метара обележавају се белом бојом попречне линије. Линије на 20 и 40 метара од есеј простора се опционо обележавају црвеном бојом. Разлог је тај што кад играч шутне лопту из својих 40 метара, а она удари у део терена који се налази у противничких 20 метара и изађе у аут, лопта припада екипи која је лопту избацила у аут. На тај начин преискусним, технички поткованим, вештим шутерима се даје прилика да своју екипу ослободе противничке одбране и стекну нових 6 напада. Међутим, иако врло интересантно, овакав развој догађаја веома се ретко деси у стварној утакмици, јер заиста ретко када једна екипа бива задржана у својих 40 метара током напада, а и сам такав шут је веома тешко извести. Уздужне линије се обележавају на 10 и 20 метара од аут-линије и то испрекидано преко уздужних. У професионалним лигама још се обележава и колико метара је која линија удаљена од есеја.
 